# 獨立市
獨立市或獨立鎮是指不隸屬於多用途地方政府的城市或城鎮。

## 歷史濫觴
在神聖羅馬帝國，以及其（某種程度上的）繼承國德意志邦聯和德意志帝國，所謂的「自由帝國城市」（free imperial cities，主格單數：freie Reichsstadt；主格複數：freie Reichsstädte）在法律地位上為帝國直轄，因此她們不被封於任何世襲統治者之下，而是直接隸屬於帝國皇帝。例子包括漢堡、不來梅、呂貝克等等，以及其他在德意志帝國歷史上得到或失去獨立特權的城市等。

## 國家首都

### 一般
一些國家將其首都变成一个獨立單位。
聯邦首府
由聯邦組成的國家，聯邦首府通常與其他國內司法權分離，且常常有特殊政府系統。

#### 非洲
- 奈及利亞首都阿布加，不被認為是該國其中一州，而是聯邦首府轄區。

#### 亚洲
- 日本首都東京，實際上不是一個城市但隸屬於47個都道府縣。正式名稱為「東京都」，充分顯示其特殊定位。東京都由62個自治行政區組成，其中23個為舊東京市的行政區。
- 印度首都新德里，與舊德里合併成為「德里國家首都轄區」。

#### 欧洲
- 羅馬尼亞首都：布加勒斯特，獨立於該國行政劃分體系之外。
- 英國以及其構成國「英格蘭」的首都：倫敦，行政上的「大倫敦」，是由倫敦市以及32個倫敦行政區組成。大倫敦並不屬於都市的一部份，亦非由英國其他地方劃分、非大都市的「郡」的一部分。倫敦有其自主組成以及直選的市長，除了威爾斯的行省、蘇格蘭和北愛爾蘭，該市長擁有比其他英國城市或地方還要高的權力。行政區之一：西敏市，是政府所在地，有議會、白金漢宮以及其他政府機構、法院和宗教等建築。倫敦市(一直以來都不是政府所在地)在英國地方政府中有特殊地位，在行政上大致屬於大倫敦，形式上卻維持獨立的城市，亦擁有許多獨立的地方政府權力及公民身分，特別是有獨立的警力以及市長。
- 挪威首都奧斯陸，定義為亦是市又是郡的獨立市。
- 比利時首都布魯塞爾，為獨立的雙語區(法語、荷蘭語)(布魯塞爾首都區)，即使被法蘭德斯區包圍(該市同時也是地區首府)且與瓦隆有同樣的語言(法語)，但仍獨立於法蘭德斯和瓦隆。
- 俄羅斯首都莫斯科，自體成為「聯邦城市」，為83個聯邦行政區劃之一的首都轄區。

#### 北美洲
- 美國首都華盛頓特區，不隸屬於50州之一，坐落於哥倫比亞特區，並與其有相同邊界。這兩個特區併為一體。雖然說哥倫比亞特區本來就是被設計為獨立於馬里蘭州和維吉尼亞州之外，但維吉尼亞州的部分已於1846年脫離聯邦特區歸還維吉尼亞。
  - 美国有41个独立市（美国）。其中有38个在弗吉尼亚州。之所以称为“独立”，是因为它们不在任何县或县的领土内。但是，弗吉尼亚州的独立市可以作为邻近县的县城。例如费尔法克斯市与费尔法克斯县。弗吉尼亚州以外的三个独立城市是：马里兰州巴尔的摩；密苏里州圣路易斯；以及内华达州卡森市。

- 墨西哥合眾國首都墨西哥市，與聯邦行政區(Distrito Federal)相接。31個聯邦行政區的州總稱為「聯邦本體」(entidades federativas)。

#### 南美洲
- 哥倫比亞首都波哥大，正式上為「波哥大首都區」(Distrito Capital)
- 巴西首都巴西利亞，位於聯邦行政區，同樣是為了成立聯邦首府城市而設立。
- 阿根廷首都布宜諾斯艾利斯，自1994年的修憲後得到「自治市」的地位。更早以前，布宜諾斯艾利斯被命名為「首都行政區」。
- 委內瑞拉首都卡拉卡斯，位於「首都行政區」。

#### 大洋洲
- 澳洲首都坎培拉，坐落於「澳洲首都轄區」。

例外
- 加拿大首都渥太華是安大略省的一部分。國家首都行政區包含渥太華以及其相鄰城市：魁北克的加蒂諾和其他相連區域等等，但這並不是一個獨立行政的本體。